# Tegne- og Kunstindustriskolen for Kvinder
La Tegne- og Kunstindustriskolen for Kvinder est une école de dessin pour femmes fondée en 1876 à Copenhague au Danemark.

## Histoire
L'école de dessin est située de 1881 à 1967 sur le boulevard H.C. Andersens (à l'origine boulevard Vestre). Elle est conçue par l'architecte Vilhelm Klein (da) et construite en 1880-1881. Il s'agit à l'origine d'une initiative visant à offrir aux femmes de meilleures opportunités en matière d'éducation. 
L'école de dessin enseignait aux femmes l'artisanat et les arts graphiques. Comme les femmes à la fin du XIXe siècle ne pouvaient pas postuler dans les écoles techniques, elles pouvaient y recevoir une éducation. La Société des femmes danoises a œuvré pour que les femmes soient admises à l'Académie des Beaux-Arts et, lorsqu'elle y est parvenue en 1888, l'école de dessin a été reconnue comme école préparatoire à l'École d'art pour femmes de l'Académie des Beaux-Arts (Kunstakademiets Kunstskole for Kvinder). En 1967, l'école fusionne avec l'École des Arts et Métiers pour devenir l'École des Arts Appliqués (Skolen for Brugskunst (da)) et plus tard l'École danoise de design (Kunstakademiets Designskole (da)). Le bâtiment est aujourd'hui classé monument historique,,.
Charlotte Klein (née Schrøder et mariée à Vilhelm Klein) est la première directrice de l'École.
Le nom officiel de l'école depuis ses débuts en 1876 est Tegneskolen for Kvinder, comme il ressort de l'inscription en haut de la façade du bâtiment. En 1889, l'institution change son nom en Tegne- og Kunstindustriskolen for Kvinder à la demande du Parlement danois et du ministère de l'Intérieur pour marquer officiellement «... que l'École reconnaît une mission différente de celle de l'École des beaux-arts pour femmes de l'Académie danoise... »

## Personnalités liées à l'institution
- Bertha Wegmann (1847–1926), membre du comité de direction